# Siltuximab
Il Siltuximab è un anticorpo monoclonale che agisce sull'IL-6, è studiato come antitumorale. E' commercializzato come Sylvant; noto anche come CNTO 328. E' studiato per il trattamento di tumori metastatici come il carcinoma a cellule renali, tumore alla prostata, e per la malattia di Castleman, tra altri tipi di tumore.
Il 23 aprile 2014 la FDA approva il Sylvant per il trattamento di pazienti con idiopathic multicentric Castleman’s disease (iMCD) che non hanno immunodeficienza da virus (HIV) o herpesvirus-8 (HHV-8).

## Effetti collaterali
Siltuximab può determinare una minore resistenza alle infezioni e non deve essere somministrato in pazienti con infezioni severe in atto. Siltuximab deve essere interrotto nella somministrazione a pazienti con reazioni avverse acute, anafilattiche, allergiche o con rilascio di citochine. Vaccini in vivo non devono essere somministrati in pazienti in terapia con siltuximab causa l'interazione alla normale risposta immunitaria a nuovi antigeni.

### Comuni
Questi sono sintomi comuni durante il trattamento della malattia di Castleman (>10% comparato al placebo):
- Edema periferico
- Dolore addominale
- Prurito
- Aumento di peso
- Rash
- Iperuricemia
- Infezioni del tratto respiratorio superiore

### Lungo termine
- Infezioni del tratto respiratorio superiore
- Dolore alle estremità
- Artralgia
- Fatica

## Interazioni
Siltuximab può aumentare l'attività di CYP450. La somministrazione di siltuximab e CYP450 con warfarina, ciclosporina o teofillina deve essere monitorata attentamente.

### Siltuximab
- (EN) Kenneth C. Anderson, Bortezomib in the Treatment of Multiple Myeloma, Springer, 30 dicembre 2010,  pp. 85–, ISBN 978-3-7643-8947-5.
- (EN) Medifocus.com e Medifocus.com Inc., Medifocus Guidebook On: Renal Cell Carcinoma, Medifocus_com Inc, 12 gennaio 2011,  pp. 108–, ISBN 978-1-4537-5089-6.